# 모르곤조리
모르곤조리(Morgongiori, 사르데냐어: Mragaxòri)는 이탈리아 사르데냐 주 오리스타노도의 코무네이다. 칼리아리에서 북서쪽으로 약 70 킬로미터 (43 mi), 오리스타노에서 남동쪽으로 약 25 킬로미터 (16 mi) 떨어진 몬테 아르치 남쪽 경사면에 위치해 있다.
모르곤조리는 다음 지방 자치체와 접해 있다: 알레스, 쿠르쿠리스, 마루비우, 마술라스, 폼푸, 산타주스타, 시리스, 우라스.